# Temc
Temc (ang. Turbo Editor Macro Compiler) – kompilator makrodefinicji edytorów pakietów programowania Borland Pascal (Turbo Pascal) i Turbo C++.

## Przeznaczenie
Program Temc jest przeznaczony to tworzenia plików konfiguracyjnych edytorów wchodzących w skład pakietów programowania firmy Borland (Borland Pascal, Turbo Pascal, Turbo C++). Pliki konfiguracyjne tworzy się dokonując przy pomocy programu Temc kompilacji plików źródłowych zawierających makrodefinicje edytorów zapisane w języku Teml. Przy pomocy kompilatora Temc można tworzyć zbiory konfiguracyjne edytorów:
- pracujących w trybie tekstowym systemu DOS,
- pracujących w środowisku Windows.

## Działanie programu
Przed uruchomieniem programu należy stworzyć zbiór z kodem źródłowym w języku Teml przy pomocy dowolnego edytora umożliwiającego zapis pliku tekstowego w formacie ASCII.
Wywołanie kompilatora następuje w wierszu poleceń (zarówno dla plików konfiguracyjnych dla edytorów pracujących pod DOS-em jak i Windowsem), o składni:
```
 
temc
 [-c | /c] 
plik_źródłowy
 
plik_docelowy
```

- plik_źródłowy – pliki tekstowy z zapisanym w języku Teml skryptem (standardowo o rozszerzeniu *.TEM),
- plik_docelowy – plik konfiguracyjny edytorów (o rozszerzeniu *.cmd lub *.tp).
- parametr –c (lub /c) – anuluje istniejącą w pliku_docelowym tablicę poleceń redakcyjnych; brak tej opcji powoduje, że:
  - nowe polecenia zmieniają definicje już istniejące w tablicy poleceń,
  - nowe polecenia, których nie ma w tablicy, są dopisywane,
  - brak nowej definicji w skrypcie pozostawia zawarte w tablicy przyporządkowania operacji edycyjnych bez zmian.